# Joan Martí i Miralles
Joan Martí i Miralles (Santa Bàrbara, Montsià, 1866 - Barcelona, 1949) fou un jurista català. Es llicencià en dret a la Universitat de Barcelona, posteriorment treballà com a bibliotecari del Col·legi d'Advocats de Barcelona, col·laborà en la fundació de la Revista Jurídica de Catalunya i entre 1920 i 1922 fou president de l'Acadèmia de Jurisprudència i Legislació de Catalunya. El 1926 fou membre de la Reial Acadèmia de Ciències Morals i Polítiques.
Destacà per l'elaboració del catàleg de la Biblioteca del Col·legi d'Advocats i perquè fou un dels qui redactà el 1930 el projecte d'apèndix del dret civil català al codi civil espanyol. De 1932 a 1936 fou membre de la Comissió Jurídica Assessora de la Generalitat i el 1934 fou nomenat com un dels magistrats del Tribunal de Cassació de Catalunya.

## Obres
- La qüestió de la parceria (1914)
- Principis del dret successori (1925)